# 시크릿랩
시크릿랩(영어: Secret Lab)은 이언 앵(Ian Ang)과 애러릭 추(Alaric Choo)가 2014년에 설립한 싱가포르의 가구 회사이다. 주로 게이밍 의자를 설계 및 제조한다.

## 역사
시크릿랩은 2014년 12월 스타크래프트 II를 전문으로 하는 전 프로 e스포츠 선수 이언 알렉산더 앵(Ian Alexander Ang)과 애러릭 추(Alaric Choo)에 의해 스타트업 회사로 설립되었다. 두 창업자의 저축에서 나온 초기 자본금은 50,000 싱가포르 달러였으며, 해당 비용은 대부분 연구 개발에 사용되었다. 시크릿랩이 출시한 첫 번째 제품은 2015년 3월에 출시된 게이밍 의자 시크릿랩 스로우 V1(Secretlab Throw V1)이다.  2015년 10월에 Throw V2와 Omega라는 이름의 의자 두 개가 더 출시되었다. 2020년에는 100만 번째 의자를 판매했다.
코로나19 팬데믹 기간인 2020년과 2021년에는 회사 의자에 대한 수요가 크게 증가했는데, 이는 부분적으로 재택근무를 해야 하는 직장인들 때문이었다. 2021년 4월에는 자기 금속 책상(magnetic metal desk)인 매그너스(Magnus)를 공개했다.

## 제조 시설 및 협력업체
시크릿랩은 싱가포르 브래드델 로드(Braddell Road)를 따라 기업 본사, 연구 개발 시설 및 e스포츠 게임 경기장을 운영하고 있으며, 제품 제조 공장은 중국에 있다. 공식 e스포츠 대회 주최자와 여러 번 파트너십을 맺어 선수들을 위한 의자를 제공한다. HBO와 협력해 왕좌의 게임을 테마로 한 게임 의자를 선보였다.